# جاسینت تیلون
جاسینت تیلون (انگلیسی: Jacinthe Taillon؛ زادهٔ ۱ ژانویهٔ ۱۹۷۷ ‏(۴۸ سال)) ورزشکار ورزش شنا اهل کانادا است.
وی در مسابقات کشوری و بین‌المللی در مجموع برندهٔ ۲ مدال طلا، ۱ مدال برنز شده‌است.